# US Amateur Championship (golf)
US Amateur Championship, også kaldet US Amateur, er den vigtigste golfturnering for amatører i USA.
Turneringen bliver organiseret af United States Golf Association en gang årligt og blev afholdt første gang i 1895 på Newport Golf Club’s bane, Rhode Island.
Mange af golfhistoriens ledende skikkelser har vundet denne turnering, blandt andet Bobby Jones (5 gange), Jack Nicklaus (2 gange) og Tiger Woods (3 gange).
Før den professionelle golf blev dominerende var denne turnering en af de store og indgik blandt andet i Grand Slam-gruppen.

## Ekstern henvisning
- US Amateur Championship – Officiel hjemmeside